# تريزا كامبيلو
تريزا كامبيلو (بالبرتغالية: Tereza Campello‏) هي اقتصادية برازيلية، ولدت في 12 أغسطس 1962 في Descalvado ‏ في البرازيل.